# 발레리 카르센티
발레리 카르상티(Valérie Karsenti, 1968년 8월 26일 ~ )는 프랑스의 배우이다.

## 출연 작품
- 뮬란 (1998) - 프랑스어 더빙
  - 뮬란 2 (2005)
- 사랑도 흥정이 되나요? (2005)
- 비밀일기 (2008)
- 모던 러브 (2008, Modern Love)
- 고슴도치의 우아함 (2009)
- Tellement proches (2009)
- 베이비시팅 2 (2014, Babysitting 2)
- Ma famille t'adore déjà ! (2016)